# Sport-Club Wacker 04 Reinickendorf 1976-1977
Questa voce raccoglie le informazioni riguardanti il Sport-Club Wacker 04 Reinickendorf nelle competizioni ufficiali della stagione 1976-1977.

## Stagione
Nella stagione 1976-1977 il Wacker 04 Berlino, allenato da Klaus Basikow, concluse il campionato di 2. Bundesliga al 18º posto. In Coppa di Germania il Wacker 04 Berlino fu eliminato al secondo turno dal Norimberga.

## Rosa
| N. |                     | Ruolo | Calciatore        |
| -- | ------------------- | ----- | ----------------- |
|    | Germania (bandiera) | P     | Manfred Kosmowski |
|    | Germania (bandiera) | P     | Lutz Schultz      |
|    | Germania (bandiera) | D     | Peter Bien        |
|    | Germania (bandiera) | D     | Bernd Fetkenheuer |
|    | Germania (bandiera) | D     | Wolfgang Hansen   |
|    | Germania (bandiera) | D     | Peter Kronsbein   |
|    | Germania (bandiera) | D     | Ingo Krüger       |
|    | Germania (bandiera) | D     | Eberhard Plehn    |
|    | Germania (bandiera) | D     | Joachim Thiel     |
|    | Germania (bandiera) | C     | Manfred Leumann   |

| N. |                     | Ruolo | Calciatore        |
| -- | ------------------- | ----- | ----------------- |
|    | Germania (bandiera) | C     | Rainer Liedtke    |
|    | Germania (bandiera) | C     | Reinhardt Lindner |
|    | Germania (bandiera) | C     | Hans-Peter Mielke |
|    | Germania (bandiera) | C     | Michael Müller    |
|    | Haiti (bandiera)    | C     | Serge Racine      |
|    | Germania (bandiera) | A     | Kurt Boutry       |
|    | Germania (bandiera) | A     | Rainer Fischer    |
|    | Germania (bandiera) | A     | Norbert Ivangean  |
|    | Germania (bandiera) | A     | Horst Lunenburg   |
|    | Germania (bandiera) | A     | Michael Woythe    |

## Organigramma societario
Area tecnica
- Allenatore: Klaus Basikow
- Allenatore in seconda:
- Preparatore dei portieri:
- Preparatori atletici:

## Calciomercato

### Sessione estiva
| Acquisti | Acquisti          | Acquisti       | Acquisti |
| R.       | Nome              | da             | Modalità |
| -------- | ----------------- | -------------- | -------- |
| D        | Bernd Fetkenheuer | Wormatia Worms |          |
| D        | Eberhard Plehn    | Rapide Wedding |          |

| Cessioni | Cessioni            | Cessioni     | Cessioni |
| R.       | Nome                | a            | Modalità |
| -------- | ------------------- | ------------ | -------- |
| D        | Klaus-Peter Hanisch | TeBe Berlino |          |

### Sessione invernale
| Acquisti | Acquisti | Acquisti | Acquisti |
| R.       | Nome     | da       | Modalità |
| -------- | -------- | -------- | -------- |

| Cessioni | Cessioni | Cessioni | Cessioni |
| R.       | Nome     | a        | Modalità |
| -------- | -------- | -------- | -------- |

## Risultati

### 2. Bundesliga

#### Girone di andata
| Arbitro: | Halfter |

|                        |           |                        |
| Lindner 70’ Boutry 71’ | Marcatori | 14’ Mall 29’ Karbowiak |

| Arbitro: | Kopka |

|                                                 |           |                                |
| Wunder 13’, 74’, 80’ Blumenthal 30’ Lüttges 43’ | Marcatori | 45’ (rig.) Lindner 81’ Leumann |

| Arbitro: | Retzmann |

|  |           |                                            |
|  | Marcatori | 29’ Hammes 52’ (rig.) Babington 57’ Horsch |

| Arbitro: | Uhlig |

|                                                                |           |               |
| Funkel 20’ Hansel 27’ Mostert 62’ Brinkmann 68’, 83’ Wloka 85’ | Marcatori | 25’ Lunenburg |

| Arbitro: | Marchefka |

|                                                     |           |                           |
| Lindner 44’ (rig.) Stremming 46’ (aut.) Fischer 58’ | Marcatori | 52’ Flüshöh 70’ Balcerzak |

| Arbitro: | Wippker |

|             |           |             |
| Spazier 17’ | Marcatori | 57’ Liedtke |

| Arbitro: | Hilker |

|                          |           |             |
| Krüger 49’ Burkhardt 51’ | Marcatori | 90’ Liedtke |

| Arbitro: | Roth |

|             |           |                            |
| Fischer 36’ | Marcatori | 45’, 60’ Götz 48’ Berghaus |

| Arbitro: | Waltert |

|  |           |              |
|  | Marcatori | 8’ Lunenburg |

| Arbitro: | Zittrich |

|                    |           |  |
| Lindner 54’ (rig.) | Marcatori |  |

| Arbitro: | Wuttke |

|                                             |           |                                |
| Wohlgemuth 52’ Schock 56’ Nordmann 63’, 73’ | Marcatori | 60’, 68’ Fischer 70’ Lunenburg |

| Arbitro: | Basedow |

|             |           |                          |
| Liedtke 78’ | Marcatori | 42’ Reinders 85’ Riepert |

| Arbitro: | Milkert |

|                                                    |           |             |
| Mertes 25’ Kehr 28’ Glock 68’ Zippel 74’ Fagot 80’ | Marcatori | 63’ Liedtke |

| Arbitro: | Marchefka |

|  |           |          |
|  | Marcatori | 25’ Wolf |

| Arbitro: | Leyding |

|                      |           |                             |
| Wallek 12’ Meyer 32’ | Marcatori | 23’ Fischer 70’ Fetkenheuer |

| Arbitro: | Lutz |

|            |           |  |
| Racine 70’ | Marcatori |  |

| Arbitro: | Reichmann |

|            |           |  |
| Ludwig 54’ | Marcatori |  |

| Arbitro: | Schön |

|                                |           |  |
| Lindner 70’ (rig.) Liedtke 87’ | Marcatori |  |

| Arbitro: | Schütte |

|                          |           |                   |
| Frosch 35’, 40’ Skov 49’ | Marcatori | 50’ (aut.) Frosch |

#### Girone di ritorno
| Münster 26 dicembre 1976 20ª giornata | Preußen Münster | 0 – 0 referto | Wacker 04 Berlino | Preußenstadion (8 000 spett.)\| Arbitro: \| Eggert \| |
| Arbitro:                              | Eggert          |               |                   |                                                       |

| Arbitro: | Leyding |

|                  |           |  |
| Fischer 53’, 61’ | Marcatori |  |

| Arbitro: | Richter |

|                                                  |           |  |
| Zyla 39’ Bruns 41’ (rig.), 42’ (rig.) Hammes 64’ | Marcatori |  |

| Arbitro: | Jensen |

|         |           |            |
| Bien 3’ | Marcatori | 87’ Funkel |

| Arbitro: | Leyding |

|                                                  |           |  |
| Laube 6’, 49’ Bittner 11’ Dzieciol 56’ Knüwe 87’ | Marcatori |  |

| Arbitro: | Waltert |

|                                 |           |                         |
| Bien 45’ Fischer 53’ Krüger 71’ | Marcatori | 31’ Haymann 64’ Spazier |

| Arbitro: | Assenmacher |

|                        |           |                               |
| Mielke 56’ Lindner 62’ | Marcatori | 2’ Bebensee 54’ Friederichsen |

| Arbitro: | Gremmler |

|                                      |           |            |
| Götz 24’ Budde 31’ Berghaus 66’, 75’ | Marcatori | 76’ Mielke |

| Berlino 6 marzo 1977 28ª giornata | Wacker 04 Berlino | 0 – 0 referto | Göttingen | Sportplatz Wackerweg (1 000 spett.)\| Arbitro: \| Milkert \| |
| Arbitro:                          | Milkert           |               |           |                                                              |

| Arbitro: | Wuttke |

|                        |           |            |
| Thier 17’ Hoffmann 21’ | Marcatori | 54’ Mielke |

| Arbitro: | Horeis |

|                             |           |                              |
| Fetkenheuer 33’ Liedtke 89’ | Marcatori | 16’ Mühlenberg 87’ Wulftange |

| Arbitro: | Marchefka |

|                                    |           |                 |
| Zimmer 1’ Fritsche 20’, 58’ (rig.) | Marcatori | 88’ Fetkenheuer |

| Arbitro: | Gabriel |

|                                |           |                             |
| Liedtke 31’ Lindner 37’ (rig.) | Marcatori | 55’ Kucharski 67’, 82’ Kehr |

| Bielefeld 9 aprile 1977 33ª giornata | Arminia Bielefeld | 0 – 0 referto | Wacker 04 Berlino | Bielefelder Alm (7 000 spett.)\| Arbitro: \| Niemann \| |
| Arbitro:                             | Niemann           |               |                   |                                                         |

| Arbitro: | Brückner |

|           |           |  |
| Plehn 77’ | Marcatori |  |

| Arbitro: | Niemann |

|                                        |           |  |
| Schonert 6’, 62’, 89’, 90’ Gelsdorf 8’ | Marcatori |  |

| Arbitro: | Hanschke |

|             |           |                  |
| Liedtke 55’ | Marcatori | 60’, 89’ Mödrath |

| Arbitro: | Basedow |

|  |           |            |
|  | Marcatori | 79’ Mielke |

| Arbitro: | Gremmler |

|            |           |                 |
| Fischer 2’ | Marcatori | 56’, 81’ Gerber |

### Coppa di Germania
| Arbitro: | Kopka |

|            |           |  |
| Racine 48’ | Marcatori |  |

| Arbitro: | Horstmann |

|  |           |                                               |
|  | Marcatori | 17’, 89’ Geinzer 44’, 56’ Walitza 51’ Nüssing |

## Statistiche

### Statistiche di squadra
| Competizione      | Punti | In casa | In casa | In casa | In casa | In casa | In casa | In trasferta | In trasferta | In trasferta | In trasferta | In trasferta | In trasferta | Totale | Totale | Totale | Totale | Totale | Totale | DR  |
| Competizione      | Punti | G       | V       | N       | P       | Gf      | Gs      | G            | V            | N            | P            | Gf           | Gs           | G      | V      | N      | P      | Gf     | Gs     | DR  |
| ----------------- | ----- | ------- | ------- | ------- | ------- | ------- | ------- | ------------ | ------------ | ------------ | ------------ | ------------ | ------------ | ------ | ------ | ------ | ------ | ------ | ------ | --- |
| 2. Bundesliga     | 27    | 19      | 7       | 5       | 7       | 26      | 27      | 19           | 2            | 4            | 13           | 17           | 52           | 38     | 9      | 9      | 20     | 43     | 79     | -36 |
| Coppa di Germania | -     | 2       | 1       | 0       | 1       | 1       | 5       | 0            | 0            | 0            | 0            | 0            | 0            | 2      | 1      | 0      | 1      | 1      | 5      | -4  |
| Totale            | 27    | 21      | 8       | 5       | 8       | 27      | 32      | 19           | 2            | 4            | 13           | 17           | 52           | 40     | 10     | 9      | 21     | 44     | 84     | -40 |

### Andamento in campionato
| Giornata  | 1 | 2  | 3  | 4  | 5  | 6  | 7  | 8  | 9  | 10 | 11 | 12 | 13 | 14 | 15 | 16 | 17 | 18 | 19 | 20 | 21 | 22 | 23 | 24 | 25 | 26 | 27 | 28 | 29 | 30 | 31 | 32 | 33 | 34 | 35 | 36 | 37 | 38 |
| --------- | - | -- | -- | -- | -- | -- | -- | -- | -- | -- | -- | -- | -- | -- | -- | -- | -- | -- | -- | -- | -- | -- | -- | -- | -- | -- | -- | -- | -- | -- | -- | -- | -- | -- | -- | -- | -- | -- |
| Luogo     | C | T  | C  | T  | C  | T  | T  | C  | T  | C  | T  | C  | T  | C  | T  | C  | T  | C  | T  | T  | C  | T  | C  | T  | C  | C  | T  | C  | T  | C  | T  | C  | T  | C  | T  | C  | T  | C  |
| Risultato | N | P  | P  | P  | V  | N  | P  | P  | V  | V  | P  | P  | P  | P  | N  | V  | P  | V  | P  | N  | V  | P  | N  | P  | V  | N  | P  | N  | P  | N  | P  | P  | N  | V  | P  | P  | V  | P  |
| Posizione | 7 | 19 | 19 | 20 | 18 | 17 | 17 | 17 | 18 | 15 | 18 | 18 | 18 | 18 | 17 | 17 | 18 | 16 | 16 | 16 | 15 | 16 | 16 | 16 | 16 | 16 | 18 | 18 | 18 | 18 | 18 | 18 | 18 | 18 | 18 | 18 | 18 | 18 |

Legenda:

Luogo: C = Casa; T = Trasferta. Risultato: V = Vittoria; N = Pareggio; P = Sconfitta.

### Statistiche dei giocatori
| Giocatore      | 2. Bundesliga | 2. Bundesliga | 2. Bundesliga | 2. Bundesliga | Coppa di Germania | Coppa di Germania | Coppa di Germania | Coppa di Germania | Totale   | Totale | Totale      | Totale     |
| Giocatore      | Presenze      | Reti          | Ammonizioni   | Espulsioni    | Presenze          | Reti              | Ammonizioni       | Espulsioni        | Presenze | Reti   | Ammonizioni | Espulsioni |
| -------------- | ------------- | ------------- | ------------- | ------------- | ----------------- | ----------------- | ----------------- | ----------------- | -------- | ------ | ----------- | ---------- |
| P. Bien        | 34            | 2             | 4             | 0             | 1                 | 0                 | 0                 | 0                 | 35       | 2      | 4           | 0          |
| K. Boutry      | 23            | 1             | 1             | 0             | 2                 | 0                 | 0                 | 0                 | 25       | 1      | 1           | 0          |
| B. Fetkenheuer | 37            | 3             | 7             | 0             | 2                 | 0                 | 0                 | 0                 | 39       | 3      | 7           | 0          |
| R. Fischer     | 35            | 9             | 2             | 0             | 1                 | 0                 | 0                 | 0                 | 36       | 9      | 2           | 0          |
| W. Hansen      | 7             | 0             | 0             | 0             | 1                 | 0                 | 0                 | 0                 | 8        | 0      | 0           | 0          |
| N. Ivangean    | 16            | 0             | 0             | 0             | 1                 | 0                 | 0                 | 0                 | 17       | 0      | 0           | 0          |
| M. Kosmowski   | 27            | 0             | 0             | 0             | 0                 | 0                 | 0                 | 0                 | 27       | 0      | 0           | 0          |
| P. Kronsbein   | 0             | 0             | 0             | 0             | 0                 | 0                 | 0                 | 0                 | 0        | 0      | 0           | 0          |
| I. Krüger      | 37            | 1             | 1             | 0             | 2                 | 0                 | 0                 | 0                 | 39       | 1      | 1           | 0          |
| M. Leumann     | 18            | 1             | 0             | 0             | 2                 | 0                 | 0                 | 0                 | 20       | 1      | 0           | 0          |
| R. Liedtke     | 32            | 8             | 6             | 0             | 2                 | 0                 | 1                 | 0                 | 34       | 8      | 7           | 0          |
| R. Lindner     | 29            | 7             | 0             | 0             | 2                 | 0                 | 0                 | 0                 | 31       | 7      | 0           | 0          |
| H. Lunenburg   | 9             | 3             | 1             | 0             | 1                 | 0                 | 0                 | 0                 | 10       | 3      | 1           | 0          |
| H. Mielke      | 23            | 4             | 0             | 1             | 1                 | 0                 | 0                 | 0                 | 24       | 4      | 0           | 1          |
| M. Müller      | 38            | 0             | 3             | 0             | 2                 | 0                 | 0                 | 0                 | 40       | 0      | 3           | 0          |
| E. Plehn       | 30            | 1             | 1             | 0             | 0                 | 0                 | 0                 | 0                 | 30       | 1      | 1           | 0          |
| S. Racine      | 18            | 1             | 4             | 0             | 2                 | 1                 | 0                 | 0                 | 20       | 2      | 4           | 0          |
| L. Schultz     | 11            | 0             | 0             | 0             | 2                 | 0                 | 0                 | 0                 | 13       | 0      | 0           | 0          |
| J. Thiel       | 31            | 0             | 2             | 1             | 2                 | 0                 | 1                 | 0                 | 33       | 0      | 3           | 1          |
| M. Woythe      | 9             | 0             | 0             | 0             | 0                 | 0                 | 0                 | 0                 | 9        | 0      | 0           | 0          |